# Alejandro Guerrero
Alejandro Javier Guerrero ist ein ehemaliger mexikanischer Fußballspieler  auf der Position eines Verteidigers.

## Laufbahn
Guerrero spielte über weite Strecken der 1980er Jahre für den Club Deportivo Guadalajara und kam unter anderem in den Finalspielen der Spielzeiten 1982/83 und 1983/84 zum Einsatz, die zunächst gegen den Puebla FC und anschließend gegen den Erzrivalen América verloren wurden. Nachdem die Finalspiele gegen Puebla mit 2:1 und 0:1 endeten, wurde im Rückspiel zur Kürung des Meisters ein Elfmeterschießen erforderlich, in dem Guerrero seine Mannschaft mit 6:5 in Führung gebracht hatte. Weil danach allerdings kein Chivasi mehr traf, gewann der Puebla FC am Ende mit 7:6.
In der Saison 1986/87 gehörte Guerrero dann aber doch noch zum Kader einer Meistermannschaft von Chivas Guadalajara und war auch diesmal in beiden Finalspielen gegen Cruz Azul zum Einsatz gekommen.
Seinen letzten Einsatz in der mexikanischen Primera División absolvierte er am 4. November 1992 im Dress der Leones Negros de la UdeG, als er kurz vor Schluss für Leopoldo Castañeda beim 5:2-Auswärtssieg gegen die Tiburones Rojos Veracruz eingewechselt wurde.

## Titel
- Mexikanischer Meister: 1987